# Diethelm Klesczewski
Diethelm Klesczewski (* 25. Oktober 1960 in Braunschweig) ist ein deutscher Jurist und war bis 2025 Professor an der Universität Leipzig.

## Werdegang
Diethelm Klesczewski legte sein Abitur im Jahre 1980 in Braunschweig am Martino-Katharineum ab. Im selben Jahr nahm er zum Wintersemester das Studium der Rechtswissenschaft an der Universität Hamburg (Fachbereich Rechtswissenschaft I) auf. 1985 schloss er dieses Studium mit der Ersten Juristischen Staatsprüfung ab. Ab 1986 war Klesczewski wissenschaftlicher Mitarbeiter am Seminar für Rechtsphilosophie der Universität Hamburg. Dort wurde er 1990 mit der Untersuchung Die Rolle der Strafe in Hegels Theorie der bürgerlichen Gesellschaft zum Dr. iur. promoviert. Nach der Zweiten Juristischen Staatsprüfung 1992 vor dem Hanseatischen Oberlandesgericht Hamburg wurde Klesczewski wissenschaftlicher Assistent am Seminar für Rechtsphilosophie der Universität Hamburg. 1998 habilitierte er sich dort mit einer Arbeit über Selbständigkeit und Akzessorietät der Beteiligung an einer Straftat.
Zum 1. Mai 2001 nahm Klesczewski einen Ruf an die Universität Leipzig an, wo er seitdem den Lehrstuhl für Strafrecht, Strafprozessrecht, Europäisches Strafrecht und Rechtsphilosophie innehat. Er ist Mitglied des Instituts für Grundlagen des Rechts der Juristenfakultät, dessen kommissarischer, geschäftsführender Direktor er von November 2003 bis Januar 2004 war. Er ist Mitglied des Prüfungsausschusses des Landesjustizprüfungsamtes Sachsen. Seit dem 1. Oktober 2005 ist er Mitglied des Fakultätsrates. Er ist Vorstandsvorsitzender des Vereins Academia Philosophia Iuris.
In den Jahren 2001 und 2008 war er Mitglied der Satzungskommission von Eintracht Braunschweig.
Gemeinsam mit R. Kauerhof leitet er ein sportrechtliches Forschungsprojekt zu den Rechten der Athleten.
Klesczewski ist verheiratet und hat eine Tochter.

## Werk
Klesczewski beschäftigt sich in der Forschung vor allem mit dem Strafrecht, dem Strafprozessrecht, dem Europäischen Strafrecht und der Rechtsphilosophie.
Zur Rechtsphilosophie ist er hervorgetreten durch seine Dissertation zur Hegel und seine Aufsätze zu einer Unrechtsformenlehre,  zur Einschränkung der Notwehr und zur humanitären Intervention, die sich maßgeblich auf das Gedankengut Kants stützen. Auch mit der Ausrichtung von Sommerschulen zu rechtsphilosophischen Themen durch den Verein Academia Philosophia Iuris e. V. (im Verbund mit dem Institut für Grundlagen des Rechts) verfolgt Klesczewski den Zweck, Grundfragen der Zeit rechtsphilosophisch zu untersuchen (www.apiuris.de). Hier liegt ein Schwerpunkt auf strafrechtlicher Grundlagenforschung und den Theorien der sozialen Gerechtigkeit.
Im Strafrecht ist Klesczewski mit seiner Habilitationsschrift zur Teilnahmelehre hervorgetreten. Dieses Interesse hat er auch durch eine Reihe von Aufsätzen in Sammelwerken weiter verfolgt. In seinem Grundriss zum Allgemeinen Teil des Strafrechts wird diese Beteiligungslehre in die allgemeinen Grundbegriffe des Strafrechts integriert. Daneben liegt ein Forschungsschwerpunkt auf der systematischen Darstellung des Besonderen Teils des Strafgesetzbuches. Hier ist Klesczewski mit dem Lehrbuch zum Besonderen Teil des Strafrechts hervorgetreten, das 2016 bei Mohr Siebeck erschienen ist. In der 6. Auflage des Nomos Kommentars zum Strafgesetzbuch kommentiert Klesczewski zusammen mit H.-U. Paeffgen die Vorschriften zum politischen Strafrecht (§§ 80a-89, 90a-90c, 91a-92b StGB) bearbeiten.
Zum Strafprozessrecht liegt ein Grundriss in zweiter Auflage vor. Besonderer Schwerpunkt des prozessualen Schaffens von Klesczewski sind dabei Ermittlungseingriffe in das Fernmeldegeheimnis. Aus diesem Motiv heraus hat er die entsprechenden Normen des TKG in den ersten drei Auflagen des Berliner Kommentars zu diesem Gesetz (teilweise auch noch in der 4. Aufl.) erläutert.
Zu diesen beiden Fachgebieten hinzugekommen ist das Ordnungswidrigkeitenrecht, zu dem die dritte, zusammen mit B. Krenberger bearbeitete Auflage eines Lehrbuchs im Jahr 2023 erschienen ist. Hier werden die allgemeinen Grundsätze aus dem materiellen und formellen Strafrecht, die Klesczewski in den eben angesprochenen Werken entwickelt hat, auf die Materie des sog. Verwaltungsunrechts und dessen Verfolgung bezogen. Dabei legt Klesczewski freilich auch Wert darauf, die Eigenart dieses Rechtsgebiets herauszuarbeiten, die in eigenständiger Auslegung der Normen des Gesetzes über Ordnungswidrigkeiten zum Ausdruck kommen.
Ein Grundriss zum Europäischen Strafrecht ist im Jahr 2019 erschienen.

## Veröffentlichungen (Auswahl)
- Die Rolle der Strafe in Hegels Theorie der bürgerlichen Gesellschaft. Duncker u. Humblot, Berlin 1991.
- mit Christian Schößling: Strafakte. Luchterhand, München/Unterschleißheim 2004, ISBN 3-472-04524-8.
- Strafprozessrecht. 2. Aufl. (unter Mitarbeit von Thomas Giering und Katrin Hawickhorst). Vahlen, München 2013, ISBN 978-3-8006-4606-7.
- Kommentierung der §§ 170, 172, 173 TKG (zusammen mit A. Elias), § 228 TKG, § 27 TTDSG (zusammen mit P. Waßmer); in: Säcker/Körber (Hrsg.): Kommentar zum Telekommunikationsgesetz und TTDSG. 4. Aufl., Verlag Recht und Wirtschaft, Frankfurt/Main 2023, ISBN 978-3-8005-1557-8.
- Ordnungswidrigkeitenrecht. Ein Lehrbuch, 3. Aufl., Beck, München 2023 (zusammen mit B. Krenberger).
- Strafrecht – Allgemeiner Teil, 3. Aufl. Universitätsverlag Leipzig 2017, ISBN 978-3-86583-728-8.
- Strafrecht – Besonderer Teil, Lehrbuch zum Strafrecht der Bundesrepublik Deutschland, Mohr Siebeck, Tübingen 2016, ISBN 978-3-16-152918-4
- Kants Ausdifferenzierung des Gerechtigkeitsbegriff als Leitfaden der Unterscheidung von Unrechtsformen. in: ARSP. Beiheft 66, 1997, S. 77–103.
- Ein zweischneidiges Recht – Zu Grund und Grenzen der Notwehr in einem vorpositiven System von Erlaubnissätzen. in: M. Kahlo, M. Köhler und R. Zaczyk (Hrsg.): Festschrift für Ernst Amadeus Wolff zum 70. Geburtstag. Berlin 1998, S. 225–246.
- Affektbefangenes Handeln als Unrechts- und Schuldunterscheidungsgrund im Besonderen Teil des StGB. in: hrsg. D. Klesczewski: Affekt und Strafrecht. Erstes interdisziplinäres Symposion der Juristenfakultät Leipzig 15. Juni 2002. Leipziger Juristische Vorträge, Heft 55, Leipzig 2004, S. 57–98.
- Die humanitäre Intervention – das letzte Veto der praktischen Vernunft?. In: hrsg. D. Klesczewski, Steffi Müller, Frank Neuhaus: Kants Lehre vom richtigen Recht. Reihe fundamenta iuris, mentis Verlag, Paderborn, 2005, S. 143–160.
- § 371 Abs. 4 AO als steuerstrafrechtliches Unikat. in: Leipziger Juristisches Jahrbuch 2007/2008. S. 9–23 (zusammen mit S. Kreuter).
- Die limitierte Akzessorietät der Teilnahme am Mord. in: hrsg. C. Degenhart: Festschrift der Juristenfakultät zum 600. Jubiläum der Gründung der Universität Leipzig. Berlin 2009, S. 489–510.
- „Fußballfans sind keine Verbrecher!“ – Kritische Anmerkungen zur Stadionverbotspraxis. in: R. Kauerhof (Hrsg.): Zuschauer als Störer – Stadionverbote und Regressansprüche. Leipziger Universitätsverlag 2010.
- Die Grundformen beteiligungsdogmatischer Systembildung – ein Streifzug durch Europa in kritischer Absicht, in: Strafrechtswissenschaft als Analyse und Konstruktion, Festschrift für Ingeborg Puppe zum 70. Geburtstag, hrsg. v. H.-U. Paeffgen u. a. 2011, S. 613–634.
- Straftataufklärung im Internet. in: ZStW 123. 2011, S. 733ff.
- „Sozialdividende, beim Wort genommen“, in: D. Klesczewski, Steffi Müller-Mezger, Frank Neuhaus: Von der Idee des Gemeinbesitzes zum Projekt eines unbedingten Grundeinkommens Reihe fundamenta iuris, mentis Verlag, Münster, 2013, S. 9–34.
- Zur europarechtlichen Restriktion des Betrugstatbestandes, in: Festschrift für Bernd Schünemann zum 70. Geburtstag, hrsg. v. R. Hefendehl u. a., 2014, S. 1085–1098.
- Über Unterschiede in der Beteiligtenverantwortung im Strafrecht einer Zivilgesellschaft und im Völkerstrafrecht – Gedanken zum Friedensprozess in Kolumbien, ZIS 2017, 428–438
- Anmerkung zu dem Beschluß des OLG Karlsruhe vom 3. Januar 1994 –2 Ss 173/92–. in: StV 1994, S. 530 f. (Verwertung von Abhörprotokollen in einem Strafverfahren wegen Falschaussage).
- Anmerkung zu dem Urteil des BGH vom 30. April 1997, Az.: 2 StR 670/96. in: JZ 1998, S. 313–315. (Zur Strafbarkeit von Strafvollzugsbediensteten wegen Strafvereitelung durch Unterlassen mittels Nichtanzeige von Straftaten ihrer Kollegen).
- Binnenmarktförderung durch Speicherpflichten? Anmerkung zu EuGH, Az. C-301/06 = HRRS 2009 Nr. 297 (Vorratsdatenspeicherung). in: HRRS. 2009, S. 250–252.
- Anmerkung zum Urteil des BGH vom 30. Oktober 2009, Az.: V ZR 253/08 (Stadionverbote). in: JZ. 2010, S. 251–254.
- Anmerkung zum Urteil des BVerfG vom 2. März 2010, Az.: 1 BvR 256/08 (Vorratsdatenspeicherung). in: JZ. 2010, S. 629–631.
- Anmerkung zum Urteil des BGH vom 29. April 2009, Az.: 1 StR 701/08 (Hörfalle in der U-Haft). in: StV. 2010, S. 462–465.